# الغواصة الألمانية يو-680
غواصة يو-680 غواصة يو بوت ألمانية من غواصة الفئة السابعة سي، بنيت لسلاح بحرية ألمانيا النازية كريغسمارينه، في أحواض أتش دي دبليو خلال الحرب العالمية الثانية.

## التصميم
تم تشغيل الغواصة بواسطة محركي ديزل من نوع Germaniawerft F46 رباعي الأشواط، بستة أسطوانات، ينتج ما مجموعه 2800 إلى 3200 حصان للاستخدام أثناء الصعود إلى السطح، واثنان من طراز Siemens-Schuckert GU 343 / 38-8 وهي محركات كهربائية مزدوجة المفعول تنتج ما مجموعه 750 حصانًا متريًا للاستخدام أثناء الغمر، وكان لديها عمودان ومراوح بطول 1.23 متر (4 قدم)، وكانت قادرة على الغوص والعمل على أعماق تصل إلى 230 متراً (750 قدم).
تبلغ أقصى سرعة للغواصة على السطح 17.7 عقدة (32.8 كم / ساعة ؛ 20.4 ميل في الساعة)، وأقصى سرعة مغمورة تبلغ 7.6 عقدة (14.1 كم / ساعة ؛ 8.7 ميل في الساعة)، يمكنها السفر 8500 ميل بحري (15700 كم ؛ 9،800 ميل) بسرعة 10 عقدة (19 كم / ساعة ؛ 12 ميل في الساعة).
تم تجهيز U-680 بخمسة أنابيب طوربيد مقاس 53.3 سم (21 بوصة) أربعة مثبتة في القوس، وواحد في المؤخرة ، وأربعة عشر طوربيدًا ، ومدفع بحري SK C / 35 مقاس 8.8 سم (3.46 بوصة) ، (220 طلقة) ، مدفع مضاد للطائرات من طراز Flak M42 مقاس 3.7 سم (1.5 بوصة)، واثنان من طراز 2 سم (0.79 بوصة) من طراز C / 30.

## تاريخ الخدمة
تم وضع الغواصة في 12 أكتوبر 1942 في ساحة إتش دي دبليو في هامبورغ، وتم إطلاقها في 20 نوفمبر 1943، وتم تكليفها في 23 ديسمبر 1943 تحت قيادة "Oberleutnant zur"، تم ضمها للأسطول الواحد والثاثون "31st U-boat Flotilla" المتمركز في كيل، أكملت فترة تدريبها في 31 يوليو 1944، وتم تعيينها في خدمة الخطوط الأمامية.
وصلت للخدمة بالدنمارك في 5 مايو 1945، وتم إغراقها في 28 ديسمير 1945 بواسطة المدمرة HMS Onslaught التابعة للبحرية الملكية البريطانية، ضمن عملية الموتى Deadlight في الموقع 55 ° 24'N 6 ° 29'W إحداثيات: 55 ° 24'N 6 ° 29'W.